# 早瀬史麻
早瀬 史麻（はやせ しま、1967年 - ）は、日本のフリージャーナリスト、フォトジャーナリスト。

## 略歴
東京都生まれ、横須賀市育ち。アメリカミズーリ州立大学ジャーナリズム学科卒業。1992年にカリフォルニア州ロサンゼルスの地方紙で報道記者として勤務した後、1993年から2000年まで読売新聞の写真部記者として活動した。
2000年に読売新聞を退社し、以後はフリーとして活動している。2005年に立教大学大学院でMBAを取得した。
日本文化チャンネル桜（スカイパーフェクTV!767ch）内番組、「アジアの息吹」及び「報道ワイド日本「暴走246 Part2」」、「防人の道 今日の自衛隊」ではキャスターを務めていた。